# Хесус Бермудес
Хесус Бермудес Торрес (ісп. Jesús Bermúdez Tórrez, 24 січня 1902, Оруро, Болівія — 3 вересня 1945) — болівійський футболіст, що грав на позиції воротаря, зокрема, за клуб «Оруро Рояль», а також національну збірну Болівії. 
На його честь в місті Оруро названий домашній стадіон клубу «Оруро Рояль».

## Клубна кар'єра
Грав за команду «Оруро Рояль», з однойменного міста. 

## Виступи за збірну
1926 року дебютував в офіційних матчах у складі національної збірної Болівії. Протягом кар'єри у національній команді, яка тривала 5 років, провів у її формі 8 матчів.
У складі збірної був учасником Чемпіонату Південної Америки 1926 року у Чилі, Чемпіонату Південної Америки 1927 року у Перу, чемпіонату світу 1930 року в Уругваї, де зіграв проти Югославії (0:4) і Бразилії (0:4).